# Calliopum elisae
Calliopum elisae är en tvåvingeart som först beskrevs av Johann Wilhelm Meigen 1826.  Calliopum elisae ingår i släktet Calliopum och familjen lövflugor. Arten är reproducerande i Sverige. Inga underarter finns listade i Catalogue of Life.